# تي اس ليدا
كانت السفينة تي إس ليدا تُشغَّل من قِبل شركة بيرغن لاين كعبّارة عبر بحر الشمال بين بريطانيا والنرويج، وذلك لأكثر من عشرين عامًا منذ عام 1953. وفي عام 1981، أُعيد بناؤها وتحويلها إلى سفينة رحلات بحرية، قبل أن تُستخدم لاحقًا كسفينة إقامة ضمن مستعمرة عقابية مخصصة لإيواء الإرهابيين وأعضاء المافيا.
وفي عام 2002، وأثناء عملية تفكيكها، اقتحم نشطاء من منظمة السلام الأخضر السفينة، في خطوة احتجاجية على ظروف العمل القاسية في قطاع تفكيك السفن.

## عبّارة بيرغن لاين
كانت تي إس ليدا سفينة لنقل الركاب والبضائع، خدمت بين عامي 1953 و1974 كعبّارة تقوم برحلتين أسبوعيًا عبر بحر الشمال بين بيرغن وستافانغر ونيوكاسل أبون تاين.
بُنيت السفينة بواسطة شركة سوان هنتر لصالح شركة ديت بيرغنسكي دامبسكبسلسكاب (شركة بيرغن لاين)، وأُطلقت في عام 1952 على يد الأميرة أسترِد النرويجية برفقة والدها ولي العهد أولاف. حلّت ليدا محل سفينة فيغا التي غرقت خلال الحرب، وكانت ذات أهمية كبيرة لشركة بيرغن لاين في تشغيل خدمة العبّارات المعروفة باسم "خط البريد الملكي النرويجي" التي بدأت عام 1890. تُعد ليدا أول سفينة نرويجية مزودة بمثبتات توازن، وكانت تمتاز بتوربينات بخارية قوية جعلتها هادئة ومستقرة في البحر.
تم تصميم السفينة بأسلوب أنيق وعصري في زمانها، مع مقدمة مائلة، وصاري ثلاثي، ومدخنة عريضة واحدة. كانت توفر أماكن إقامة لـ119 راكبًا من الدرجة الأولى و384 من الدرجة السياحية. وكانت السفينة قادرة على استيعاب حتى 18 سيارة تُرفع وتُنقل بواسطة رافعات كهربائية خاصة بها ضمن ثلاثة مخازن للبضائع. كانت تنفذ رحلتين في الأسبوع في كل اتجاه، ومعظم فترة الستينيات شهدت زيادة عدد الرحلات إلى ثلاث ذهابًا وإيابًا أسبوعيًا خلال فصل الصيف. تستغرق الرحلة إلى ستافانغر حوالي 17 ساعة، فيما تستغرق الرحلات المباشرة إلى بيرغن 19 ساعة.
في رحلتها الأولى، التي كان الملك هاكون على متنها، جنحت السفينة في مضيق أوسلو، لكنها دخلت الخدمة بعد تأخير بسيط. وفي 21 ديسمبر 1957، وعلى بعد حوالي 120 ميلًا جنوب غرب ستافانغر، تلقت ليدا رسالة من محطة راديو ستونهافن تفيد بأن السفينة الإسكتلندية إس إس نارفا في وضع خطر. في ظل رياح عاتية، انعطفت ليدا وابتعدت مسافة 3 أميال إلى نارفا التي كانت تغرق بسرعة، وأبلغت بعدم وجود قوارب نجاة. كانت نارفا في الأصل متجهة لمساعدة سفينة أخرى في خطر. أطلقت ليدا قارب النجاة الخاص بها، وسمع طاقمها أصوات طاقم نارفا، لكنهم لم يروا أي شخص. غرقت نارفا حوالي الساعة 04:40، ورغم البحث المكثف، لم يعثر قارب النجاة التابع لليدا على أي من أفراد طاقم نارفا البالغ عددهم 28. بقيت ليدا في الموقع حتى الصباح، ورغم عمليات البحث البحرية والجوية، لم يتم إنقاذ أي ناجين.

## التاريخ
خلال تاريخها الطويل والمتنوع، شهدت سفينة ليدا العديد من التغيرات في الاسم والملكية وطبيعة الاستخدام. خلال أزمة النفط في سبعينيات القرن العشرين، أدى ارتفاع استهلاكها للوقود وقلة كفاءتها مقارنة بالعبّارات الحديثة التي تعتمد على نظام الركوب والنزول (رول أون/رول أوف) إلى إخراجها من الخدمة في بيرغن عام 1974. بعد ذلك، تم تأجيرها لتكون بيت ضيافة لعمال منصات النفط حتى عام 1979. لاحقًا، تم شراؤها لاستخدامها كناقلة مواشي، لكنها أُعيد توظيفها تحت اسم "نجلى" كسفينة إقامة في منطقة الهبريدس في اسكتلندا.
في عام 1980، اشترت شركة دولفين (هيللاس) في بيرايوس السفينة وأعادت تسميتها إلى "ألباتروس"، ثم خضعت لعملية إعادة بناء في بيراما لتحويلها إلى سفينة سياحية. شُدّد الهيكل الفوقي المصنوع من الألمنيوم وتم إعادة تشكيل المدخنة، كما أُزيل الصاري الرئيسي. بحلول عام 1984، تضمنت التعديلات إضافة مسبح، واحتوت السفينة على 202 كبينة تستوعب 484 راكبًا. بعد قيامها بعدة رحلات في البحر المتوسط خلال عام 1984، أُعيدت تسميتها مؤقتًا إلى "أليغرو"، وأجرت في نفس العام رحلات بحرية في أمريكا الجنوبية. واستمر تشغيل السفينة تحت اسم "ألباتروس" عام 1985، حيث قامت برحلات في البحر المتوسط والمحيط الأطلسي والنرويج.
في عام 1985، تم تأجير السفينة لشركة American Star Line اليونانية، وأُعيدت تسميتها إلى "بيتسي روس" تكريمًا للسيدة بيتسي روس التي صممت أول علم أمريكي، لتنطلق في رحلات بحرية بين فلوريدا والبرازيل. إلا أن الإقبال على الحجوزات كان أقل من المتوقع، ما دفع الشركة إلى تحويل المسار للقيام برحلات بين فينيسيا وبيرايوس حتى توقفت السفينة عن العمل. مع مرور الوقت، تدهورت حالتها العامة، مما أجبر الشركة على التخلي عن خطة رحلات بحرية في أفريقيا بعد فترة قصيرة.
في عام 1989، أُجرت محاولة لتأجيرها تحت اسم "أمالفي"، لكنها أُوقفت في فينيسيا بسبب ديون متراكمة. وفي عام 1990، اشترتها شركة ستارغاس في مزاد، وأُعيدت تسميتها إلى "نجمة فينيسيا"، ووضعت تحت علم فانواتو. بعد تعرضها لحريق في عام 1991، تم إصلاحها في رييكا، ثم تحولت عام 1992 إلى نزل عائم تابع للشرطة في مدينتي جنوة وجزيرة بيانوزا الإيطاليتين، حيث كانت تُستخدم كسجن عالي الحراسة يضم إرهابيين وأعضاء من المافيا.

لاحقًا، أُوقفت السفينة مرة أخرى في فينيسيا، ثم أعيد تشغيلها في عام 1998 للقيام برحلات بحرية في البحر المتوسط، لكن سوء حالتها الميكانيكية تسبب في نتائج كارثية. واستخدمت آخر مرة في عام 2000 كسفينة فندقية في رافينا.

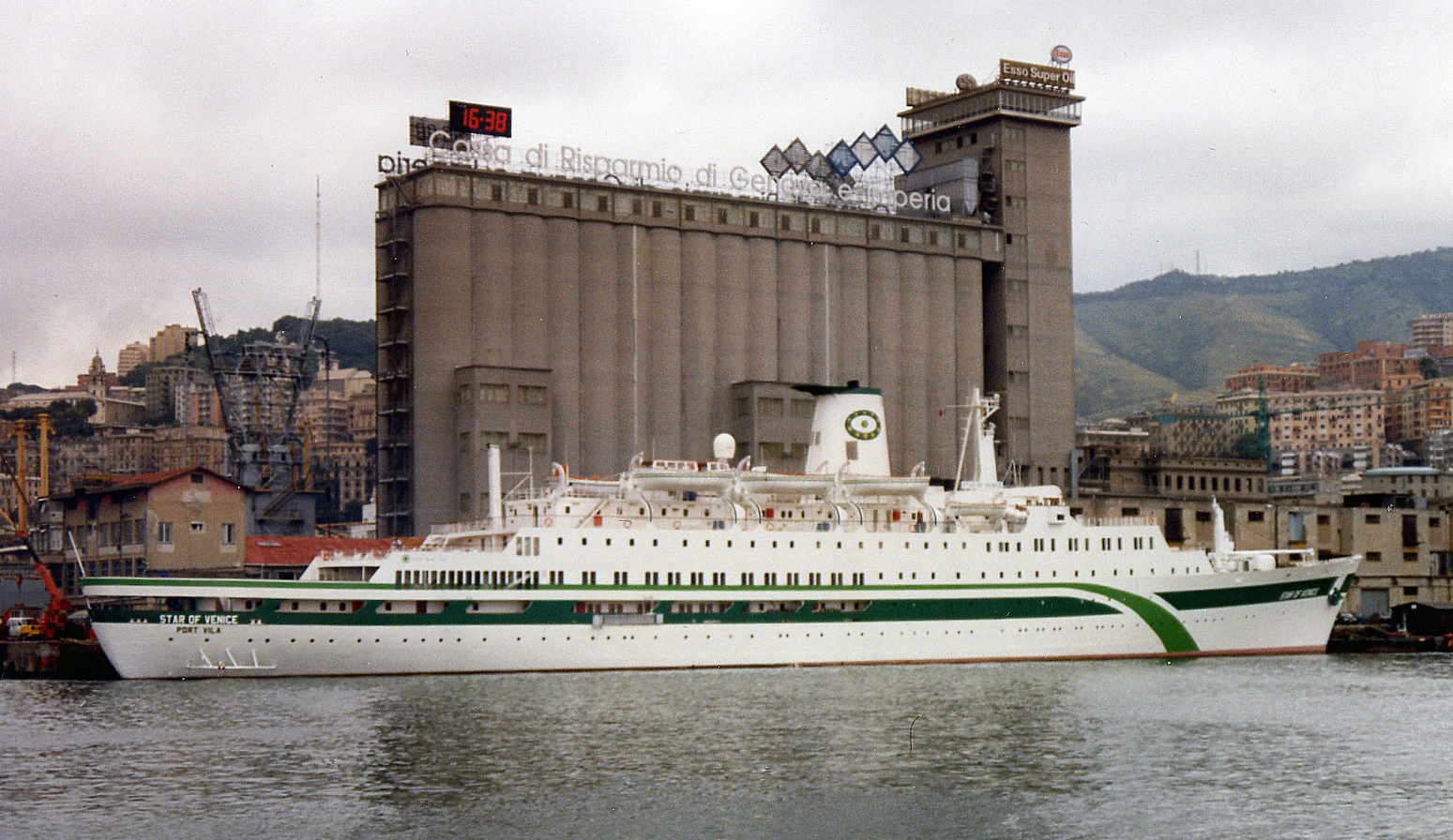
نجمة البندقية في جنوة، 1992

## عملية التفكيك
في عام 2001، تم سحب سفينة "نجمة فينيسيا" إلى ميناء علي آغا في تركيا لتفكيكها. وبعد فترة قصيرة في عام 2002، وخلال عملية التفكيك، وصلت سفينة السلام التابعة لمنظمة غرينبيس ضمن حملة احتجاجية ضد النفايات السامة وظروف العمل السيئة في صناعة تفكيك السفن. وأقام نشطاء غرينبيس أحد احتجاجاتهم على هيكل سفينة "نجمة فينيسيا".

## روابط خارجية
- "Picture postcard of Leda in Bergen Line days". مؤرشف من الأصل في 2011-07-07.
- "Photographs of Leda from Albert Weller archives". مؤرشف من الأصل في 2024-05-24.